# Europiella yampae
Europiella yampae är en insektsart som beskrevs av Knight 1968. Europiella yampae ingår i släktet Europiella och familjen ängsskinnbaggar. Inga underarter finns listade i Catalogue of Life.